# Zvolenská kotlina

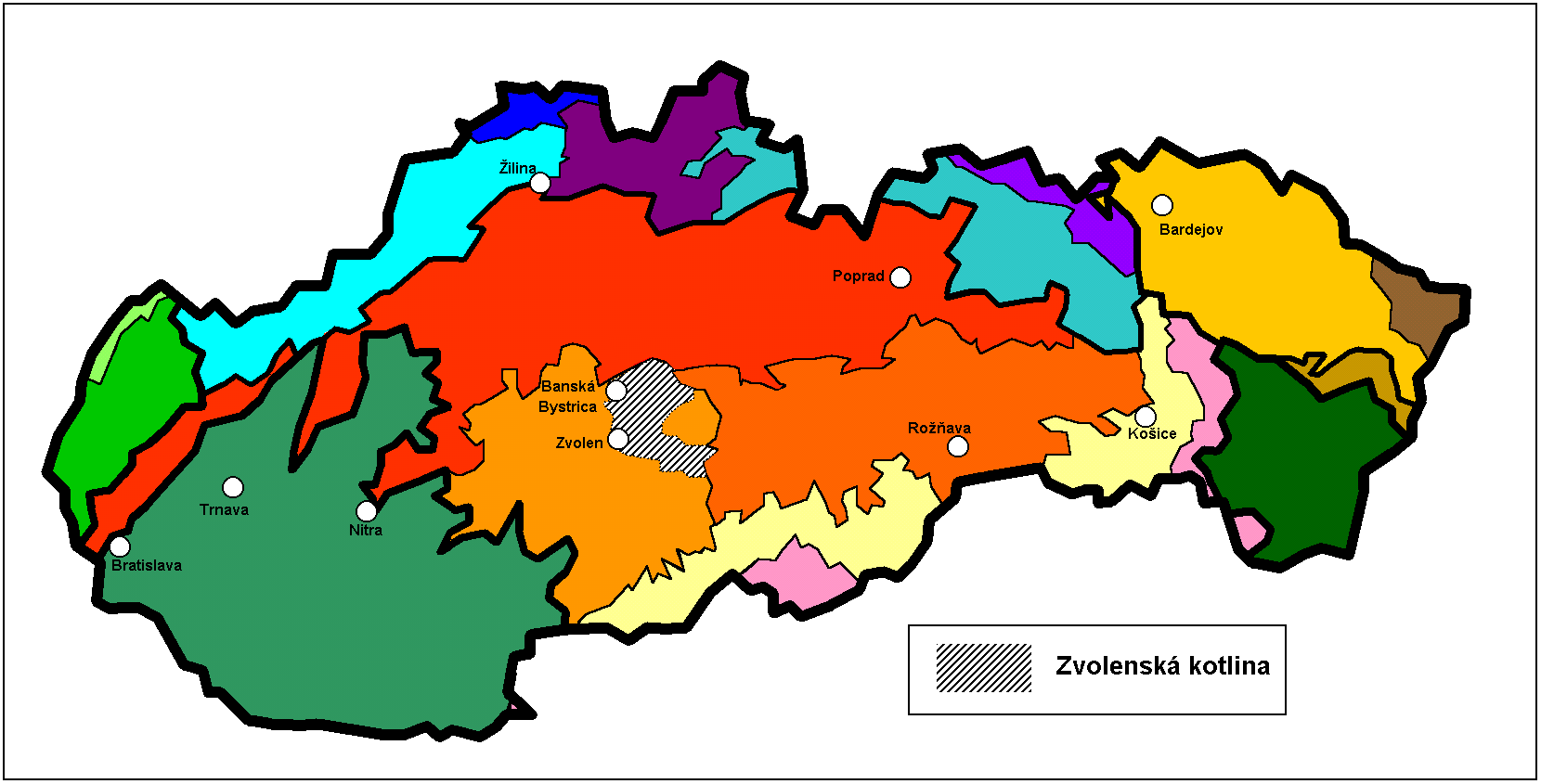
Poloha Zvolenské kotliny na mapě Slovenska

Zvolenská kotlina je slovenská kotlina mezi Banskou Bystricou, Zvolenem, Detvou a Ľubietovou. Jde o krajinný celek Slovenského rudohoří.
Na severu hraničí s Velkou Fatrou a Nízkými Tatrami, na východě s Veporskými vrchy, směrem k jihu přechází v Jihoslovenskou kotlinu a Krupinskou planinu a na západě sousedí s Kremnickými vrchy a Štiavnickými vrchy.

## Charakteristika
Zvolenská kotlina má charakter hornatiny. Nejvyššími zdejšími vrcholy jsou Čiertaž (1204 m), Panský diel (1100 m), Javorie (1044 m) a Farská hora (846 m). Velká část území je pokryta převážně listnatými lesy. V hojné míře je zastoupen buk, habr, dub a javor, z jehličnatých stromů se v menší míře vyskytuje borovice a smrk. Zvolenskou kotlinou protéká řeka Hron s přítoky Slatina a Neresnica.
Podle klimatických podmínek řadíme Zvolenskou kotlinu mezi oblasti mírně teplé. V zimním období vystupují průměrné teploty na −2 až −4 °C, letní průměrné teploty se pohybují okolo 17 až 18  °C, počet letních dní bývá mezi 40–50, počet dní se sněhovou pokrývkou činí 50–70.

## Chráněná území
Zvolenská kotlina je kraj s množstvím přírodních zajímavostí a kuriozit. Nenajdeme zde sice žádnou chráněnou krajinnou oblast, ale to nejzajímavější je soustředěno v několika státních přírodních rezervacích. Patří k nim také Národní přírodní rezervace Plavno, a státní přírodní rezervace Príboj, Ponická Huta, Boky a Badínský prales. Státní přírodní rezervace Badínský prales zabírá plochu asi 31 ha a je jednou z nejstarších na území Slovenska. Zachovaly se zde původní bukovo-jedlové porosty na andezitových horninách. Věk obrovských mohutných jedlí je zde odhadován na 200–400 let. Tato přírodní rezervace slouží pro studijní účely a lesnický výzkum.
Kromě státních přírodních rezervací najdeme v této oblasti i chráněné přírodní výtvory – Lupčiansky skalný hríb a Mičinské travertíny, chráněná naleziště – Mackov bok, Kozlinec a Pstruša a chráněnou studijní plochu Arboretum Borová hora.

## Geomorfologické členění
- Bystrické podolie
- Bystrická vrchovina
- Sliačska kotlina
- Zvolenská pahorkatina
- Ponická vrchovina
- Povraznícka brázda
- Slatinská kotlina
- Rohy
- Detvianska kotlina